# Concejo Municipal de Vázquez de Coronado
El Concejo Municipal de Vázquez de Coronado es el órgano deliberativo y máxima autoridad del cantón de Vázquez de Coronado, en Costa Rica. Está conformado por siete regidores propietarios con voz y voto, y sus respectivos suplentes solo con voz salvo cuando sustituyan a un propietario de su mismo partido. A estos también asisten con voz pero sin voto el alcalde y los síndicos propietarios y suplentes de los cinco distritos del cantón. Al igual que el alcalde municipal sus miembros son electos popularmente cada 4 años.

## Historia
Durante la primera administración de Ricardo Jiménez Oreamuno, el 15 de noviembre de 1910, en ley n.º 17, se le otorgó el título de Villa al barrio de San Isidro, cabecera del nuevo cantón que se creó en esa oportunidad. Posteriormente el 10 de enero de 1968, en el gobierno de José Joaquín Trejos Fernández, se decretó la Ley n.º 4045, que le confirió a la villa, la categoría de Ciudad.
En 1911 se llevó a cabo la primera sesión del Concejo de Vázquez de Coronado, integrado por los regidores propietarios Ramón Arias, Presidente, Higinio Vargas, Vicepresidente, y Juan Mata como Fiscal. El secretario Municipal fue don José Ballestero y el jefe Político don Gil Vega. 
En el año de 1938 se colocó la primera piedra del actual Palacio Municipal, bajo la presidencia de León Cortés Castro.

## Conformación del Concejo
| #  | Partido                              | Nombre                                         |                            |
|    |                                      | Regidores propietarios                         | Regidores suplentes        |
| -- | ------------------------------------ | ---------------------------------------------- | -------------------------- |
| 1  | Partido Republicano Social Cristiano | Giselle Jara Lizano                            | Luis González Dinarte      |
| 2  | Partido Republicano Social Cristiano | Bolívar Vargas Vindas                          | Xinia Carballo Vindas      |
| 3  | Partido Unidad Social Cristiana      | Ing. Fernando Gutiérrez Ortiz (Presidente)     | Roxana Núñez González      |
| 4  | Partido Auténtico Labrador           | Johanna Vannessa Jiménez Muñoz                 | Jason Gutiérrez Lara       |
| 5  | Partido Auténtico Labrador           | María del Carmen Garro Molina (Vicepresidente) | Giselle Sandoval Hernández |
| 6  | Partido Liberación Nacional          | José David Barboza Zúñiga                      | José Joaquín Calvo Jiménez |
| 7  | Partido Nueva República              | Jimena Alvarado Zúñiga                         | Juan Carlos Quirós Fuentes |
|    |                                      | Síndicos propietarios                          | Síndicos propietarios      |
| 15 | Partido Republicano Social Cristiano | Ana Lucrecia Durán Fernández                   | Vera Zúñiga Blanco         |
| 16 | Partido Republicano Social Cristiano | Harold Majik Rosales                           | Dayana Salazar Hidalgo     |
| 17 | Partido Republicano Social Cristiano | Elicio Gómez Alvarado                          | Ana Pérez Rivera           |
| 18 | Partido Republicano Social Cristiano | Carlos Zúñiga Arias                            | Miriam Gutiérrez Montero   |
| 19 | Partido Republicano Social Cristiano | Guillermo Vargas León                          | Diego Zúñiga Román         |

### Comité Cantonal de la Persona Joven
Presidente: Jason Gutiérrez Lara 

### Comité Cantonal de Deportes y Recreación
Presidente: Walter Quesada Montero

## Elecciones
Durante las Elecciones municipales de Costa Rica de 2016, 9 partidos políticos participaron en el cantón de Vázquez de Coronado para obtener la Alcaldía y miembros del Concejo Municipal. Los resultados fueron los siguientes:

### Alcaldía
Elecciones 2016
| Puesto | Partido                              | Votos  | %      |
| ------ | ------------------------------------ | ------ | ------ |
| 1°     | Partido Republicano Social Cristiano | 6 116  | 40,07% |
| 2°     | Partido Auténtico Labrador           | 2 686  | 17,47% |
| 3°     | Partido Liberación Nacional          | 2 509  | 16,32% |
| 4°     | Partido Acción Ciudadana             | 1 792  | 11,65% |
| 5°     | Partido Unidad Social Cristiana      | 920    | 5,98%  |
| 6°     | Frente Amplio                        | 807    | 5,25%  |
| 7°     | Partido Demócrata de Coronado        | 286    | 1,86%  |
| 8°     | Movimiento Libertario                | 216    | 1,40%  |
| Total  |                                      | 15 660 | 100%   |

Elecciones 2020
| Puesto | Partido                              | Votos  | %      |
| ------ | ------------------------------------ | ------ | ------ |
| 1°     | Partido Republicano Social Cristiano | 4 585  | 28,97% |
| 2°     | Partido Unidad Social Cristiana      | 3 320  | 20.97% |
| 3°     | Partido Auténtico Labrador           | 2 725  | 17,22% |
| 4°     | Partido Liberación Nacional          | 2 619  | 16,55% |
| 5°     | Partido Nueva República              | 1 111  | 7.02%  |
| 6°     | Frente Amplio                        | 644    | 4,07%  |
| 7°     | Partido Restauración Nacional        | 475    | 3.00%  |
| 8°     | Partido Integración Nacional         | 350    | 2,21%  |
| Total  |                                      | 15 829 | 100%   |

El alcalde electo fue Rolando Méndez Soto, y los vicealcaldes electos fueron Nidia Jiménez Quirós y Eduardo Enrique Loría Méndez, del Partido Republicano Social Cristiano.